# Montemerano
Montemerano est une frazione située sur la commune de Manciano, province de Grosseto, en Toscane, Italie. Au moment du recensement de 2011 sa population était de 487 habitants.
Le village fait partie de l'association I Borghi più belli d'Italia ("Le plus beaux villages d'Italie").

## Géographie
Le hameau est situé sur les collines de l'Albegna et de la Fiora, le long de la route reliant Manciano à Scansano, à 50 km au sud-est de la ville de Grosseto.

## Monuments
- Église San Giorgio (XIVe siècle), avec une peinture de Sano di Pietro
- Église San Lorenzo, ancienne pieve désaffectée
- Église Madonna del Cavalluzzo (XVe siècle)
- Murailles de Montemerano , fortifications médiévales des Aldobrandeschi.